# İsmet Zeki Eyüboğlu
İsmet Zeki Eyüboğlu (* 1925 in Maçka; † 12. November 2003) war ein türkischer Forscher, Übersetzer und Autor zahlreicher Bücher.
Eyüboğlu absolvierte das Vefa-Gymnasium in Istanbul 1948 und studierte klassische Philologie und Geschichte an der Philosophischen Fakultät der Universität Istanbul. Das Studium schloss er 1935 ab. Er arbeitete zunächst als Lehrer und widmete sich dann der Feldforschung zu Themen der Kultur Anatoliens, insbesondere der Folklore, der Volksmedizin und Magie. Er übersetzte zahlreiche Klassiker wie Goethes Faust, Kants Kritik der reinen Vernunft oder Aineias von Homer
und schrieb auch für Zeitschriften wie die Cumhuriyet oder Aydınlık. Er starb an Lymphdrüsenkrebs.

## Werke
- Bütün yönleriyle Hacı Bektaş Veli. 1989
- Düşünceleriyle Yaşayan Atatürk. 1998
- Tarihin İlkeleri. 1991
- Bütün yönleriyle Kaygusuz Abdal. 1992
- Türk dilinin etimoloji sözlüğü. 1991
- Anadolu büyüleri. 1978
- Anadolu uygarliği. 1981
- Cinci Büyüleri ve Yıldızname. 1978
- Divan şiirinde sapık sevgi. 1991
- Şeyh Bedreddin ve Vâridât. 1980
- Sömürülen Alevilik. 1991
- Pratik Usun Eleştirisi (Übersetzung von Kritik der reinen Vernunft)
- Düşünceler (Übersetzung von Blaise Pascals „Gedanken“)
- Anadolu Halk İlaçları. Istanbul 1987
- Sevgi büyüleri. 1989